# Erato
Erato je francouzské hudební vydavatelství specializované na klasickou hudbu, od roku 1992 součást skupiny Warner Music Group.

## Historie
Vydavatelství bylo založeno pod názvem Disques Erato Philippem Lourym v roce 1953 v Paříži za účelem propagace francouzské klasické hudby. Zpočátku se zaměřovalo na nahrávky francouzských skladatelů a umělců a hudby období renesance a baroka. První natočenou nahrávkou bylo Te Deum Marc-Antoina Charpentiera z ledna 1953.
Ve Spojených státech byly nahrávky Erata dlouhodobě distribuovány pod labelem RCA Red Seal. V roce 1992 značku Erato získal koncern Warner Music, v roce 2001 nicméně kvůli klesajícímu prodeji nosičů a nedostatku nových smluvních umělců její provoz ukončila. V roce 2013, po získání katalogu labelu Virgin Classics, Warner značku Erato znovu obnovil.